# Курочка, Александр Леонтьевич
Александр Леонтьевич Курочка (1924—1991) — советский промышленный деятель и ученый в области электровозостроения, доктор технических наук.

## Биография
Родился 26 июля 1924 года в селе Самарском Северо-Кавказского края, ныне Ростовской области.
Свою трудовую деятельность начал в 1943 слесарем в Ростовском вагонном депо. В 1946 году с отличием окончил Ростовский техникум железнодорожного транспорта по специальности «Паровозное хозяйство», а в 1951 году — Ленинградский институт инженеров железнодорожного транспорта по специальности «Электрический подвижной состав». Работал в Ленинградско-Балтийском электродепо инженером, затем — старшим мастером.
С 1952 года работал начальником центральной заводской электротехнической лаборатории Новочеркасского электровозостроительного завода (НЭВЗ). Под руководством Александра Курочки в сжатые сроки были разработаны методы и выполнены исследования по новым тяговым электродвигателям (ТЭД), схемам рекуперативного торможения и вентиляции.
В 1958 году А. Л. Курочка защитил кандидатскую диссертацию, был назначен заместителем директора ВЭлНИИ по научной работе и впоследствии стал первым директором этого НИИ (1958—1962). Непосредственно руководил работами по созданию и освоению электровозов переменного тока серии ВЛ60 и ВЛ80: ВЛ60К, ВЛ80К, ВЛ80Т.
В последующие годы Александр Леонтьевич занимался проблемам автоматизации исследований и проектно-конструкторских работ в электровозостроении, оптимизации и надежности подвижного состава. Он разработал теорию анализа и синтеза тяговых электрических машин кибернетическими методами и внес значительный вклад в создание САПР ТЭД, заложил основы синтеза асинхронного (бесколлекторного) тягового двигателя для электровозов нового поколения типа ВЛ86Ф. Также Участвовал в работах по моделированию ходовой части, не имеющей аналогов в мире, 12-осных электровозов, предназначенных для работы на БАМе и вождения тяжеловесных поездов в сложных климатических условиях.
С 1968 года работал в Новочеркасском политехническом институте: сначала доцентом кафедры «Электрические машины и аппараты», с 1969 года — декан заочного, а с 1975 года — электромеханического факультета вуза. После защиты в 1977 году докторской диссертации на тему «Основы анализа и синтеза тяговых электрических машин кибернетическими методами» и присуждения в 1979 году ученой степени доктора технических наук, Александр Курочка был приглашен в Ростовский институт инженеров железнодорожного транспорта (РИИЖТ) на должность проректора по научной работе и избирался заведующим кафедрой «Электрические машины».
А. Л. Курочка — автор и соавтор 120 научных работ, в том числе 10 монографий, 12 брошюр и 6 изобретений. Награждён серебряной медалью ВДНХ СССР, знаком «Почетный железнодорожник» и медалями.
Умер 30 марта 1991 года.